# Игуманија Пелагија (Бековац)
Пелагија (световно Драгослава Бековац; Жича код Краљева, 28. децембар 1926 — Манастир Драча, 19. децембар 2011) била је православна монахиња и игуманија манастира Драче.

## Биографија
Игуманија Пелагија је рођена као Драгослава Бековац, 28. децембра 1926. године у Жичи код Краљева. Основно образовање је стекла у своме родноме месту.
У манастир Жичу код Краљева, одлази 1951. године код тадашње игуманије Јелене (Јокић). Након неколико година проведених у манастиру, заједно са мати Јеленом и петнаест монахиња 1958. године, на позив првог епископа шумадијског Валеријана (Стефановића), прелази у манастир Драчу код Крагујевца.
Замонашена је 10. јуна 1958. године у манастиру Драчи од стране епископа шумадијскога Валеријана, добивши монашко име Пелагија. Након упокојења игуманије Анастасије, епископ шумадијски др Сава (Вуковић), 2000. године поставља мати Пелагију за игуманију.
Умрла је 19. децембра 2011. године у манастиру Драчи, а сахрањена је 20. децембра на монашком гробљу. Опело је служио епископ шумадијски Јован (Младеновић), уз саслужење више свештеномонаха и монахиња.